# Pindigheb
Pindigheb ou Pindi Gheb (en ourdou : پنڈی گھیب) est une ville pakistanaise située dans le district d'Attock, dans la province du Pendjab. Elle est la capitale du tehsil du même nom. La ville est officiellement fondée en 1873 et son nom provient de la tribu « Gheba » qui s'est installée ici au XIIe siècle.
La population de la ville parle principalement hindko et plus spécifiquement le dialecte ghebi.
La population de la ville a été multipliée par plus de deux entre 1972 et 2017 selon les recensements officiels, passant de 17 982 habitants à 45 103. Entre 1998 et 2017, la croissance annuelle moyenne s'affiche à 2,2 %, un peu inférieure à la moyenne nationale de 2,4 %. Selon le recensement de 2023, la population de la ville monte à 63 810 habitants.
Près de 89 % des habitants parlent le pendjabi, tandis qu'environ 7 % des habitants ont le pachto pour langue maternelle et 3 % l'hindko.
Essentiellement musulmane, la ville inclut une petite minorité chrétienne, comptant environ 500 fidèles.
Le taux d'alphabétisation de la ville s'élève à 82 % en 2023 (contre une moyenne nationale de 61 %), dont 87 % pour les hommes et 80 % pour les femmes.
|            | 1972 (rec.) | 1981 (rec.) | 1998 (rec.) | 2017 (rec.) | 2023 (rec.) |
| ---------- | ----------- | ----------- | ----------- | ----------- | ----------- |
| Population | 17 982      | 20 535      | 29 850      | 45 103      | 63 810      |